# Georges Poulet (administrateur)
Pour les articles homonymes, voir Georges Poulet et Poulet.
Georges Virgile Poulet, né le 7 novembre 1859 à Paris et mort en mars 1945 à Digne-les-Bains, était un administrateur colonial français.

## Biographie
Entré dans l'administration coloniale en 1888, il sert d'abord au Congo puis passe à Madagascar en 1894, avant d'être envoyé au Sénégal en 1896. Il y assure temporairement les fonctions de gouverneur en 1905 avant de passer secrétaire général de la Guinée française. 
Nommé lieutenant-gouverneur du Gabon en mai 1911, il exerce les fonctions de gouverneur général par intérim de l'Afrique-Équatoriale française de mars 1913 à janvier 1914. 
Il est nommé gouverneur de la Martinique le 20 janvier 1914.

## Décorations
- Officier de la Légion d'honneur (9 janvier 1914)
  -  Chevalier de la Légion d'honneur (17 juillet 1903)
- Officier de l'Instruction publique (1er avril 1905)
- Officier d'académie (19 mars 1896)
- Chevalier de l'ordre du Mérite agricole